# Distrito de Glodeni
El distrito de Glodeni es uno de los raion en el norte de Moldavia. 
Su centro administrativo (Oraş-reşedinţă) es la ciudad de Glodeni. El 1 de enero de 2011 tenía una población de 61.900 habitantes. Se divide territorialmente en 35 localidades agrupadas en 18 municipios y 1 ciudad. Una de las localidades más bellas es Bisericani, un pequeño pueblo situado en el río Prut, en la Reserva Natural de Pădurea Domnească.

## Subdivisiones
Comprende la ciudad de Glodeni con el pueblo de Stîrcea y las siguientes comunas:
- Balatina
- Cajba
- Camenca
- Ciuciulea
- Cobani
- Cuhneşti
- Danu
- Duşmani
- Fundurii Noi
- Fundurii Vechi
- Hîjdieni
- Iabloana
- Limbenii Noi
- Limbenii Vechi
- Petrunea
- Sturzovca
- Ustia
- Viişoara